# Sofiane Balegh
 (décembre 2018).
Si vous disposez d'ouvrages ou d'articles de référence ou si vous connaissez des sites web de qualité traitant du thème abordé ici, merci de compléter l'article en donnant les références utiles à sa vérifiabilité et en les liant à la section « Notes et références ».
Abou Sofiane Balegh (en arabe : أبو سفيان بالغ) est un footballeur algérien né le 17 août 1988 à Oran. Il évolue au poste d'attaquant à l'IRB El Kerma.

## Biographie
Il dispute plus de 100 matchs en première division algérienne. Il inscrit dix buts dans ce championnat lors de la saison 2016-2017 avec l'équipe de l'USM Bel Abbès.
Il a atteint les demi-finale de la coupe d'Algérie en 2017 avec l'USM Bel Abbès.

## Palmarès
- Vainqueur de la Coupe d'Algérie en 2019 avec le CR Belouizdad